# Fuenlabrada de los Montes
Fuenlabrada de los Montes (extremadurai nyelven Huenlabrá) település Spanyolországban, Badajoz tartományban. Fuenlabrada de los Montes Agudo, Garbayuela, Puebla de Alcocer, Herrera del Duque, Villarta de los Montes és Puebla de Don Rodrigo községekkel határos. Lakosainak száma 1709 fő (2024).

## Népesség
A település népessége az utóbbi években az alábbiak szerint változott:
| Lakosok száma | 2062 | 1953 | 1935 | 1955 | 1972 | 1930 | 1911 | 1845 | 1793 | 1709 |
|               | 2001 | 2004 | 2006 | 2009 | 2011 | 2014 | 2016 | 2019 | 2021 | 2024 |